# Zweeds handbalteam (vrouwen)
Het Zweedse handbalteam is het nationale team van Zweden voor vrouwen. Het team vertegenwoordigt de Svenska Handbollförbundet.

## Resultaten

### Olympische Spelen
| Olympische Spelen | Olympische Spelen   | Olympische Spelen   | Olympische Spelen   | Olympische Spelen   | Olympische Spelen   | Olympische Spelen   | Olympische Spelen   | Olympische Spelen   |
| Jaar (teams)      | Resultaat           | Wed                 | W                   | G                   | V                   | DV                  | DT                  | DS                  |
| ----------------- | ------------------- | ------------------- | ------------------- | ------------------- | ------------------- | ------------------- | ------------------- | ------------------- |
| 1976 (6)          | Niet gekwalificeerd | Niet gekwalificeerd | Niet gekwalificeerd | Niet gekwalificeerd | Niet gekwalificeerd | Niet gekwalificeerd | Niet gekwalificeerd | Niet gekwalificeerd |
| 1980 (6)          | Niet gekwalificeerd | Niet gekwalificeerd | Niet gekwalificeerd | Niet gekwalificeerd | Niet gekwalificeerd | Niet gekwalificeerd | Niet gekwalificeerd | Niet gekwalificeerd |
| 1984 (6)          | Niet gekwalificeerd | Niet gekwalificeerd | Niet gekwalificeerd | Niet gekwalificeerd | Niet gekwalificeerd | Niet gekwalificeerd | Niet gekwalificeerd | Niet gekwalificeerd |
| 1988 (8)          | Niet gekwalificeerd | Niet gekwalificeerd | Niet gekwalificeerd | Niet gekwalificeerd | Niet gekwalificeerd | Niet gekwalificeerd | Niet gekwalificeerd | Niet gekwalificeerd |
| 1992 (8)          | Niet gekwalificeerd | Niet gekwalificeerd | Niet gekwalificeerd | Niet gekwalificeerd | Niet gekwalificeerd | Niet gekwalificeerd | Niet gekwalificeerd | Niet gekwalificeerd |
| 1996 (8)          | Niet gekwalificeerd | Niet gekwalificeerd | Niet gekwalificeerd | Niet gekwalificeerd | Niet gekwalificeerd | Niet gekwalificeerd | Niet gekwalificeerd | Niet gekwalificeerd |
| 2000 (10)         | Niet gekwalificeerd | Niet gekwalificeerd | Niet gekwalificeerd | Niet gekwalificeerd | Niet gekwalificeerd | Niet gekwalificeerd | Niet gekwalificeerd | Niet gekwalificeerd |
| 2004 (10)         | Niet gekwalificeerd | Niet gekwalificeerd | Niet gekwalificeerd | Niet gekwalificeerd | Niet gekwalificeerd | Niet gekwalificeerd | Niet gekwalificeerd | Niet gekwalificeerd |
| 2008 (12)         | 8ste                | 6                   | 2                   | 0                   | 4                   | 147                 | 168                 | −21                 |
| 2012 (12)         | 11de                | 5                   | 0                   | 0                   | 5                   | 108                 | 131                 | −23                 |
| 2016 (12)         | 7de                 | 6                   | 2                   | 1                   | 3                   | 170                 | 174                 | −4                  |
| 2020 (12)         | 4de                 | 8                   | 4                   | 1                   | 3                   | 237                 | 228                 | +9                  |
| Totaal            | 4/12                | 25                  | 8                   | 2                   | 15                  | 662                 | 701                 | –39                 |

 Kampioenen   Runners-up   Derde plaats   Vierde plaats

### Wereldkampioenschap
| Wereldkampioenschap | Wereldkampioenschap               | Wereldkampioenschap               | Wereldkampioenschap               | Wereldkampioenschap               | Wereldkampioenschap               | Wereldkampioenschap               | Wereldkampioenschap               | Wereldkampioenschap               |
| Jaar                | Resultaat                         | Wed                               | W                                 | G                                 | V                                 | DV                                | DT                                | DS                                |
| ------------------- | --------------------------------- | --------------------------------- | --------------------------------- | --------------------------------- | --------------------------------- | --------------------------------- | --------------------------------- | --------------------------------- |
| 1957                | 8ste                              | 4                                 | 1                                 | 0                                 | 3                                 | 9                                 | 19                                | −10                               |
| 1962                | Niet deelgenomen aan kwalificatie | Niet deelgenomen aan kwalificatie | Niet deelgenomen aan kwalificatie | Niet deelgenomen aan kwalificatie | Niet deelgenomen aan kwalificatie | Niet deelgenomen aan kwalificatie | Niet deelgenomen aan kwalificatie | Niet deelgenomen aan kwalificatie |
| 1965                | Niet gekwalificeerd               | Niet gekwalificeerd               | Niet gekwalificeerd               | Niet gekwalificeerd               | Niet gekwalificeerd               | Niet gekwalificeerd               | Niet gekwalificeerd               | Niet gekwalificeerd               |
| 1971                | Niet gekwalificeerd               | Niet gekwalificeerd               | Niet gekwalificeerd               | Niet gekwalificeerd               | Niet gekwalificeerd               | Niet gekwalificeerd               | Niet gekwalificeerd               | Niet gekwalificeerd               |
| 1973                | Niet gekwalificeerd               | Niet gekwalificeerd               | Niet gekwalificeerd               | Niet gekwalificeerd               | Niet gekwalificeerd               | Niet gekwalificeerd               | Niet gekwalificeerd               | Niet gekwalificeerd               |
| 1975                | Niet gekwalificeerd               | Niet gekwalificeerd               | Niet gekwalificeerd               | Niet gekwalificeerd               | Niet gekwalificeerd               | Niet gekwalificeerd               | Niet gekwalificeerd               | Niet gekwalificeerd               |
| 1978                | Niet gekwalificeerd               | Niet gekwalificeerd               | Niet gekwalificeerd               | Niet gekwalificeerd               | Niet gekwalificeerd               | Niet gekwalificeerd               | Niet gekwalificeerd               | Niet gekwalificeerd               |
| 1982                | Niet gekwalificeerd               | Niet gekwalificeerd               | Niet gekwalificeerd               | Niet gekwalificeerd               | Niet gekwalificeerd               | Niet gekwalificeerd               | Niet gekwalificeerd               | Niet gekwalificeerd               |
| 1986                | Niet gekwalificeerd               | Niet gekwalificeerd               | Niet gekwalificeerd               | Niet gekwalificeerd               | Niet gekwalificeerd               | Niet gekwalificeerd               | Niet gekwalificeerd               | Niet gekwalificeerd               |
| 1990                | 13de                              | 6                                 | 3                                 | 1                                 | 2                                 | 137                               | 119                               | +18                               |
| 1993                | 6de                               | 7                                 | 4                                 | 0                                 | 3                                 | 140                               | 124                               | +16                               |
| 1995                | 11de                              | 8                                 | 4                                 | 0                                 | 4                                 | 175                               | 166                               | +9                                |
| 1997                | Niet gekwalificeerd               | Niet gekwalificeerd               | Niet gekwalificeerd               | Niet gekwalificeerd               | Niet gekwalificeerd               | Niet gekwalificeerd               | Niet gekwalificeerd               | Niet gekwalificeerd               |
| 1999                | Niet gekwalificeerd               | Niet gekwalificeerd               | Niet gekwalificeerd               | Niet gekwalificeerd               | Niet gekwalificeerd               | Niet gekwalificeerd               | Niet gekwalificeerd               | Niet gekwalificeerd               |
| 2001                | 8ste                              | 9                                 | 6                                 | 0                                 | 3                                 | 228                               | 224                               | +4                                |
| 2003                | Niet gekwalificeerd               | Niet gekwalificeerd               | Niet gekwalificeerd               | Niet gekwalificeerd               | Niet gekwalificeerd               | Niet gekwalificeerd               | Niet gekwalificeerd               | Niet gekwalificeerd               |
| 2005                | Niet gekwalificeerd               | Niet gekwalificeerd               | Niet gekwalificeerd               | Niet gekwalificeerd               | Niet gekwalificeerd               | Niet gekwalificeerd               | Niet gekwalificeerd               | Niet gekwalificeerd               |
| 2007                | Niet gekwalificeerd               | Niet gekwalificeerd               | Niet gekwalificeerd               | Niet gekwalificeerd               | Niet gekwalificeerd               | Niet gekwalificeerd               | Niet gekwalificeerd               | Niet gekwalificeerd               |
| 2009                | 13de                              | 8                                 | 6                                 | 0                                 | 2                                 | 247                               | 191                               | +56                               |
| 2011                | 9de                               | 6                                 | 3                                 | 0                                 | 3                                 | 164                               | 123                               | +41                               |
| 2013                | Niet gekwalificeerd               | Niet gekwalificeerd               | Niet gekwalificeerd               | Niet gekwalificeerd               | Niet gekwalificeerd               | Niet gekwalificeerd               | Niet gekwalificeerd               | Niet gekwalificeerd               |
| 2015                | 9de                               | 6                                 | 4                                 | 1                                 | 1                                 | 211                               | 160                               | +51                               |
| 2017                | 4de                               | 9                                 | 6                                 | 0                                 | 3                                 | 262                               | 231                               | +31                               |
| 2019                | 7de                               | 9                                 | 6                                 | 1                                 | 2                                 | 262                               | 214                               | +48                               |
| 2021                | 5de                               | 7                                 | 4                                 | 2                                 | 1                                 | 270                               | 167                               | +103                              |
| 2023                | Gekwalificeerd                    | Gekwalificeerd                    | Gekwalificeerd                    | Gekwalificeerd                    | Gekwalificeerd                    | Gekwalificeerd                    | Gekwalificeerd                    | Gekwalificeerd                    |
| Totaal              | 11/25                             | 80                                | 47                                | 5                                 | 27                                | 2.105                             | 1.758                             | +367                              |

 Kampioenen   Runners-up   Derde plaats   Vierde plaats

### Europees kampioenschap
| Europees kampioenschap | Europees kampioenschap | Europees kampioenschap | Europees kampioenschap | Europees kampioenschap | Europees kampioenschap | Europees kampioenschap | Europees kampioenschap | Europees kampioenschap | Europees kampioenschap |
| Jaar (teams)           | Resultaat              | Wed                    | W                      | G                      | V                      | DV                     | DT                     | DS                     | Kwal                   |
| ---------------------- | ---------------------- | ---------------------- | ---------------------- | ---------------------- | ---------------------- | ---------------------- | ---------------------- | ---------------------- | ---------------------- |
| 1994 (12)              | 7de                    | 6                      | 3                      | 0                      | 3                      | 134                    | 145                    | −11                    | (Kwal.)                |
| 1996 (12)              | 8ste                   | 6                      | 2                      | 0                      | 4                      | 142                    | 171                    | −29                    | (Kwal.)                |
| 1998 (12)              | Niet gekwalificeerd    | Niet gekwalificeerd    | Niet gekwalificeerd    | Niet gekwalificeerd    | Niet gekwalificeerd    | Niet gekwalificeerd    | Niet gekwalificeerd    | Niet gekwalificeerd    | Niet gekwalificeerd    |
| 2000 (12)              | Niet gekwalificeerd    | Niet gekwalificeerd    | Niet gekwalificeerd    | Niet gekwalificeerd    | Niet gekwalificeerd    | Niet gekwalificeerd    | Niet gekwalificeerd    | Niet gekwalificeerd    | Niet gekwalificeerd    |
| 2002 (16)              | 15de                   | 3                      | 0                      | 0                      | 3                      | 79                     | 94                     | −15                    | (Kwal.)                |
| 2004 (16)              | 14de                   | 3                      | 0                      | 0                      | 3                      | 68                     | 81                     | −13                    | (Kwal.)                |
| 2006 (16)              | 6de                    | 7                      | 3                      | 0                      | 4                      | 156                    | 170                    | −14                    | (Gastland)             |
| 2008 (16)              | 9de                    | 6                      | 2                      | 2                      | 2                      | 134                    | 135                    | −1                     | (Kwal.)                |
| 2010 (16)              | 2de                    | 8                      | 6                      | 0                      | 2                      | 199                    | 176                    | +23                    | (Kwal.)                |
| 2012 (16)              | 8ste                   | 6                      | 3                      | 1                      | 2                      | 153                    | 142                    | +11                    | (Kwal.)                |
| 2014 (16)              | 3de                    | 8                      | 5                      | 1                      | 2                      | 238                    | 220                    | +18                    | (Kwal.)                |
| 2016 (16)              | 8ste                   | 6                      | 1                      | 1                      | 4                      | 149                    | 156                    | −7                     | (Gastland)             |
| 2018 (16)              | 6de                    | 7                      | 3                      | 1                      | 3                      | 191                    | 192                    | −1                     | (Kwal.)                |
| 2020 (16)              | 11de                   | 6                      | 1                      | 1                      | 4                      | 148                    | 162                    | −14                    | (Kwal.)                |
| 2022 (16)              | 6de                    | 7                      | 5                      | 0                      | 2                      | 205                    | 195                    | +26                    | (Kwal.)                |
| Totaal                 | 13/15                  | 72                     | 34                     | 7                      | 38                     | 1.996                  | 2.023                  | −27                    |                        |

 Kampioenen   Runners-up   Derde plaats   Vierde plaats

### Overige toernooien
- Carpathian Trophy 1994: 3de plaats
- GF World Cup 2006: 5de plaats
- Møbelringen Cup 2001: 3de plaats
- Møbelringen Cup 2011: 3de plaats
- Carpathian Trophy 2015: Winnaar

## Team

### Belangrijke speelsters
Verschillende Zweedse speelsters zijn individueel onderscheiden op internationale toernooien, ofwel als "meest waardevolle speelster", topscoorder of als lid van het All-Star Team.
IHF wereldhandbalspeler van het jaar
- Mia Hermansson-Högdahl, 1994

Meest waardevolle speelster
- Linnea Torstenson, Europees kampioenschap 2010
- Isabelle Gulldén, Europees kampioenschap 2014

All-Star Team
- Annika Wiel Fredén (rechterhoek), Europees kampioenschap 2006
- Nathalie Hagman (linkerhoek), Olympische Spelen 2016, wereldkampioenschap 2017
- Linn Blohm (cirkelloper), wereldkampioenschap 2019
- Jamina Roberts (linkeropbouw), Olympische Zomerspelen 2021

Topscoorders
- Isabelle Gulldén, Europees kampioenschap 2014 (58 goals)
- Nathalie Hagman, wereldkampioenschap 2021 (71 goals)

Best verdedigende speelster
- Johanna Wiberg, Europees kampioenschap 2010
- Sabina Jacobsen, Europees kampioenschap 2014

### Individuele spelersrecords

#### Meeste interlands
Meeste interlands in officiële wedstrijden.
| #  | Speelster              | Interlands | Goals |
| -- | ---------------------- | ---------- | ----- |
| 1  | Åsa Eriksson           | 254        | 1.108 |
| 2  | Mia Hermansson-Högdahl | 225        | 1.153 |
| 3  | Tina Flognman          | 225        | 338   |
| 4  | Isabelle Gulldén       | 224        | 846   |
| 5  | Jamina Roberts         | 210        | 516   |
| 6  | Matilda Boson          | 210        | 515   |
| 7  | Nathalie Hagman        | 198        | 710   |
| 8  | Kristina Jönsson       | 183        | 2     |
| 9  | Gunilla Olsson         | 181        | 293   |
| 10 | Linnea Torstenson      | 177        | 655   |

Bijgewerkt op: 11 december 2022
Bron: svenskhandboll.se

#### Meeste doelpunten
Meeste doelpunten in officiële wedstrijden.
| #  | Speelster              | Goals | Interlands | Gemiddeld |
| -- | ---------------------- | ----- | ---------- | --------- |
| 1  | Mia Hermansson-Högdahl | 1.153 | 225        | 5,12      |
| 2  | Åsa Eriksson           | 1.108 | 254        | 4,36      |
| 3  | Isabelle Gulldén       | 846   | 224        | 3,77      |
| 4  | Nathalie Hagman        | 710   | 198        | 3,59      |
| 5  | Linnea Torstenson      | 655   | 177        | 3,70      |
| 6  | Lina Olsson Rosenberg  | 535   | 146        | 3,66      |
| 7  | Jamina Roberts         | 516   | 210        | 2,46      |
| 8  | Matilda Boson          | 515   | 210        | 2,45      |
| 9  | Katarina Arfwidsson    | 493   | 132        | 3,73      |
| 10 | Johanna Ahlm           | 460   | 142        | 3,24      |

Bijgewerkt op:11 december 2022
Bron: svenskhandboll.se